# Swindon Wildcats
Les Swindon Wildcats sont un club de hockey sur glace de Swindon en Angleterre. Il évolue dans le NIHL, le second échelon britannique.

## Historique
Le club est créé en 1986 sous le nom des Wildcats de Swindon et se retire en 1991. L'année suivante, les Lynx de Swindon sont créés mais cessent leurs activités en 2004 et son remplacés par les Wildcats.

## Bilan par saison
| Saison                               | PJ | V  | VP | D  | N  | DP | BP  | BC  | Pts | Classement      | Séries éliminatoires          |
| ------------------------------------ | -- | -- | -- | -- | -- | -- | --- | --- | --- | --------------- | ----------------------------- |
| British Hockey League - Division One |    |    |    |    |    |    |     |     |     |                 |                               |
| 1986-1987                            | 30 | 7  | -  | 22 | 1  | -  | 243 | 386 | 15  | 13e place       | Pas de séries                 |
| 1987-1988                            | 28 | 7  | -  | 19 | 2  | -  | 254 | 298 | 16  | 6e place Sud    | Non qualifié                  |
| 1988-1989                            | 24 | 11 | -  | 13 | 0  | -  | 211 | 213 | 22  | 6e place        | Pas de séries                 |
| 1989-1990                            | 32 | 11 | -  | 19 | 2  | -  | 234 | 247 | 24  | 7e place        | Pas de séries                 |
| 1990-1991                            | 40 | 17 | -  | 20 | 3  | -  | 322 | 326 | 37  | 6e place        | Quarts de finale              |
| 1991-1992                            | 36 | 18 | -  | 15 | 3  | -  | 289 | 254 | 39  | 5e place        | Poule de qualification        |
| 1992-1993                            | 32 | 13 | -  | 15 | 4  | -  | 230 | 254 | 30  | 4e place        | Poule de promotion-relégation |
| 1993-1994                            | 44 | 20 | -  | 20 | 4  | -  | 373 | 325 | 44  | 4e place Sud    | Non qualifié                  |
| 1994-1995                            | 44 | 29 | -  | 15 | 0  | -  | 431 | 271 | 58  | 4e place        | Poule de promotion-relégation |
| 1995-1996                            | 52 | 35 | -  | 15 | 2  | -  | 472 | 280 | 72  | 4e place        | Poule de promotion-relégation |
| British National League              |    |    |    |    |    |    |     |     |     |                 |                               |
| 1996-1997                            | 56 | 46 | -  | 9  | 0  | -  | 436 | 169 | 94  | 1re place PL    | Champion                      |
| English National Ice Hockey League   |    |    |    |    |    |    |     |     |     |                 |                               |
| 1997-1998                            | 20 | 15 | -  | 5  | 0  | -  | 145 | 81  | 30  | 4e place Sud    | Poule de qualification        |
| English Premier Ice Hockey League    |    |    |    |    |    |    |     |     |     |                 |                               |
| 1998-1999                            | 32 | 14 | -  | 17 | 1  | -  | 162 | 170 | 29  | 6e place        | Poule de qualification        |
| 1999-2000                            | 24 | 10 | -  | 13 | 1  | -  | 90  | 111 | 21  | 3e place        | Finale                        |
| 2000-2001                            | 32 | 24 | -  | 5  | 3  | -  | 151 | 76  | 51  | 1re place       | Demi-finales                  |
| 2001-2002                            | 28 | 18 | -  | 9  | 1  | -  | 153 | 98  | 37  | 5e place        | Poule de qualification        |
| 2002-2003                            | 42 | 24 | -  | 12 | 6  | -  | 234 | 162 | 54  | 4e place        | Poule de qualification        |
| 2003-2004                            | 32 | 14 | -  | 16 | 2  | -  | 144 | 137 | 30  | 6e place        | Poule de qualification        |
| 2004-2005                            | 32 | 15 | -  | 14 | 3  | -  | 106 | 102 | 33  | 5e place        | Poule de qualification        |
| 2005-2006                            | 48 | 23 | -  | 14 | 11 | -  | 205 | 162 | 57  | 4e place        | Poule de qualification        |
| 2006-2007                            | 44 | 22 | -  | 22 | 0  | 0  | 192 | 178 | 44  | 7e place        | Poule de qualification        |
| 2007-2008                            | 40 | 16 | 1  | 20 | -  | 3  | 133 | 161 | 37  | 7e place        | Poule de qualification        |
| 2008-2009                            | 54 | 21 | 2  | 29 | -  | 2  | 157 | 194 | 48  | 8e place        | Quarts de finale              |
| 2009-2010                            | 54 | 12 | 4  | 31 | -  | 7  | 163 | 240 | 39  | 8e place        | Demi-finales                  |
| 2010-2011                            | 54 | 16 | 3  | 31 | -  | 4  | 189 | 242 | 42  | 7e place        | Quarts de finale              |
| 2011-2012                            | 54 | 25 | 0  | 23 | -  | 6  | 201 | 193 | 56  | 7e place        | Quarts de finale              |
| 2012-2013                            | 54 | 20 | 1  | 22 | -  | 11 | 201 | 214 | 53  | 7e place        | Quarts de finale              |
| 2013-2014                            | 54 | 23 | 6  | 23 | -  | 2  | 190 | 172 | 60  | 5e place        | Demi-finales                  |
| 2014-2015                            | 48 | 24 | 4  | 20 | -  | 0  | 172 | 150 | 56  | 5e place        | Quarts de finale              |
| 2015-2016                            | 54 | 30 | -  | 19 | -  | 5  | 195 | 195 | 65  | 6e place        | Quarts de finale              |
| 2016-2017                            | 48 | 22 | -  | 22 | -  | 4  | 156 | 170 | 48  | 6e place        | Quarts de finale              |
| National Ice Hockey League           |    |    |    |    |    |    |     |     |     |                 |                               |
| 2017-2018                            | 32 | 18 | 4  | 6  | -  | 4  | 150 | 92  | 48  | 3e place D1 Sud | Quarts de finale              |

## Palmarès
- Champion de la Premier League de la British National League : 1997
- Champion de la British National League : 1997
- Champion de l'English Premier Ice Hockey League : 2001
- Vainqueur de la Coupe de Division 2 Sud de l'English National Ice Hockey League : 2010 (équipe réserve)
- Vainqueur de la Coupe nationale de la National Ice Hockey League : 2018
- Vainqueur de la Coupe d'automne de la National Ice Hockey League : 2018